# Begunje pri Cerknici
Begunje pri Cerknici so večje obcestno naselje na jugovzhodnem robu planote Menišije, ob cesti Cerknica–Rakitna. Spadajo v občino Cerknica.
Severno se vzpenjajo pobočja begunjske Zalake (909 m), proti severozahodu pa se odpira nekaj kilometrov široka kraška planota Ravnik. V okolici naselja je Ravnik travnat, nato porasel z gozdom. Na jugu teče Cerkniščica, ob kateri je več opuščenih mlinov in žag. Vzhodno ob reki je več mokrotnih travnikov. V bližnji in širši okolici je več kraških dolov in vrtač.
Naselje se prvič omenja leta 1262, od leta 1293 je bilo last kartuzijanskega samostana v Bistri.
Župnijska cerkev svetega Jerneja apostola se prvič omenja leta 1320. Sedanja cerkev je bila zgrajena v letih 1907–1909. Od stare cerkve je ostal zvonik iz leta 1823. Oltarji so delo rezbarskega mojstra I. Pengova iz Ljubljane, daritveni oltar pa F. Kvaternika. Na pokopališču stoji spomenik padlim domobrancem, v bližini je urejen park sprave. Sredi vasi je kapela svetega Ožbalta, v bistvu nekdanji prezbiterij stare gotske cerkve. Letnica 1852 na vratih se verjetno nanaša na leto, ko so podrli ladjo in ohranili le prezbiterij. V kapeli stoji lesen oltar iz poznega 17. stoletja. Na zunanjščini so vidne freske iz druge četrtine 16. stoletja.

## Etimološki izvor imena
Razširjeno je prepričanje, da so Begunje dobile ime po prebivalcih okoliških vasi, ki so zaradi turških vpadov pribežali v utrjeni tabor, ki je bil okoli cerkve svetega Jerneja, vendar to ne drži.
V listinah že pred turškim obdobjem se omenja ime vasi kot »Vegaun«, »Vegonj«. Iz kasnejših listin je znano, da ime vasi izhaja iz besede »gonje, gonj« (narečno »guonje«), kar pomeni poti, po katerih so vodili živino na pašo. Iz tega je nastalo ime Vegonje. Kasneje, ko so vsevprek spreminjali črke na začetku besed v B (npr. Varaga > Baraga, Valant > Balant, Wochein > Bohinj), so Vegonje postale Begunje.

## Prebivalstvo
Etnična sestava 1991:
- Slovenci: 496 (99,4 %)
- Hrvati: 3